# Hódmezővásárhely
Hódmezővásárhely ˈhoːdmɛzøːvaːʃaːrhɛj  (tedesco: Neumarkt an der Theiß; serbo: Вашаршељ, Vašaršelj; romeno: Ionești; croato: Vašrelj) è una città e circondario autonomo dell'Ungheria di 47 019 abitanti (dato aggiornato a fine 2010). È situata nella contea di Csongrád-Csanád. 

## Amministrazione

### Gemellaggi
Hódmezovásárhely è gemellata con:
- Arad, dal 1990[2]
- Baia Mare, dal 2001
- Baja
- Haarlemmermeer, dal 1989
- Hechingen, dal 1994
- Kelmė, dal 1991
- Senta, dal 1968
- Sokobanja
- Tamar, dal 1994
- Solotvyno, dal 1996
- Vallauris, dal 1968
- Zgierz, dal 2005